# Pedro Blanco Ariza
Pedro Blanco Ariza (Tudela, 1974) es un periodista español que actualmente trabaja en la Cadena SER.

## Biografía
Se licenció en Ciencias de la Información, rama comunicación audiovisual, en la Universidad de Navarra, especializándose en periodismo radiofónico. Su primer contacto con la radio tuvo lugar en Radio Ribera, una pequeña emisora de su ciudad natal hasta que en 1996 obtuvo una beca en los Servicios Informativos de la Cadena SER.
Posteriormente, en 1997 fue nombrado director-presentador de Matinal SER, hasta que en 2001 es incorporado por Carlos Llamas como subdirector y presentador sustituto de Hora 25, así como director-presentador de Hora 20. En 2005, tras el desembarco de Carles Francino en Hoy por Hoy, Pedro Blanco es trasladado como editor-copresentador del espacio, así como presentador sustituto, magacín informativo que abandona en agosto de 2008.
Desde la temporada 2008/2009 Pedro Blanco es el director-presentador de la edición local Hoy por Hoy Madrid que se emite en desconexión desde Radio Madrid, desde la TDT estatal para toda España y desde la radio en línea de cadenaser.com para todo el mundo. Mantiene, además, su presencia en la programación estatal como director-presentador sustituto durante las ausencias  de Carles Francino en el Hoy por Hoy. Asimismo, en 2008, compaginó la radio con el debate televisivo Unos y Otros, que se emitió de lunes a viernes de 22 a 23 horas en las televisiones de la red Localia hasta la desaparición de este canal.
En la temporada 2010/2011 fue nombrado jefe de información local de Radio Madrid, en sustitución de Miguel Ángel Muñoz Encinas (nombrado subdirector de Hora 25). Esta tarea lleva aparejada la dirección del tramo local de Hora 14 en Madrid así como el programa la Ventana de Madrid, labor que realizó hasta junio de 2011 cuando fue nombrado de nuevo subdirector de Hora 25 con Ángels Barceló.